# 魏爾阿赫河
47°28′20″N 10°16′21″E / 47.47222°N 10.27250°E
魏爾阿赫河（德語：Weiler Ach），是德國的河流，位於該國東南部，由巴伐利亞負責管轄，處於阿爾高阿爾卑斯山脈地區，屬於伊勒河的左支流，河道全長10.6公里。